# Zuid-Abdijmolen
De Zuid-Abdijmolen is een staakmolen in Koksijde. De molen dateert uit 1773 en stond oorspronkelijk te Houtem, bij Veurne. Daar werd hij opgericht als de 'Westmolen', op een andere locatie dan een sinds lang verdwenen Westmolen, nabij de dorpskern. Dat zorgde voor heel wat problemen bij de omliggende eigenaars die de molen beschouwden als een belemmering (bv. voor bomen die geveld moesten worden wegens het windrecht).
De Westmolen werd opgericht door Alexander Louis Blanckaert (een rechtstreekse voorvader van Will Tura). De familie baatte de molen uit tot in 1834, toen in het kader van een erfenisverdeling de molen openbaar verkocht werd aan Corneille Vedast Zoete uit Hondschoote (FR). Bij zijn overlijden in 1862 werd de molen opnieuw openbaar verkocht, nu aan Cesar Lootvoet. Hij slaagde er in 1891 in om de grond waarop de molen stond, te verwerven. De laatste molenaar te Houtem was zijn zoon Sylvain Lootvoet, die in 1942 bij een beschieting van de molen door een Engels vliegtuig om het leven kwam. Daarna draaide de molen te Houtem niet meer en takelde hij langzaam af.
De gemeente Koksijde kocht de molen aan in 1951, restaureerde hem en plaatste hem op dezelfde plaats als de oorspronkelijke Zuid-Abdijmolen van de cisterciënzer Duinenabdij, waarvan de molenwal nog bewaard was. Die molen is te zien op een schilderij van Pieter Pourbus (ca. 1580), samen met de molen die aan de andere zijde stond.
In 1954 werd de Zuid-Abdijmolen te Koksijde ingehuldigd. De decennia daarna werden regelmatig meer of minder zware restauraties en herstellingswerken doorgevoerd, zowel na blikseminslag, als doordat de molen niet of nauwelijks draait. In 1974 werd hij beschermd als monument, en in 1999 verwierf de gemeente de molenwal en omgeving van de Belgische Staat.
Een nieuwe restauratie van de huidige molen werd in 1984-1985 gerealiseerd, maar al kort daarna waren er weer omvangrijke ingrepen nodig. In 1990 werd Patrick Geryl als molenaar in gemeentelijke loondienst aangesteld. Omdat hij instaat voor dagelijks onderhoud en kleine herstellingen, zijn grootschalige restauraties minder frequent nodig. Regelmatige inspecties van Monumentenwacht Vlaanderen en een beheersplan (2021) zijn daarbij van belang.
Om de molen te doen draaien is er een windkracht van 4 Beaufort nodig. De molen maalt ongeveer 150 kg graan per uur. De bloem wordt verwerkt in enkele Koksijdse bakkerijen.
De molen kan bezocht worden met als gids Patrick Geryl. Hij gaat op 1 december 2024 met pensioen, maar intussen wordt gezorgd voor de opvolging. 

## Galerij

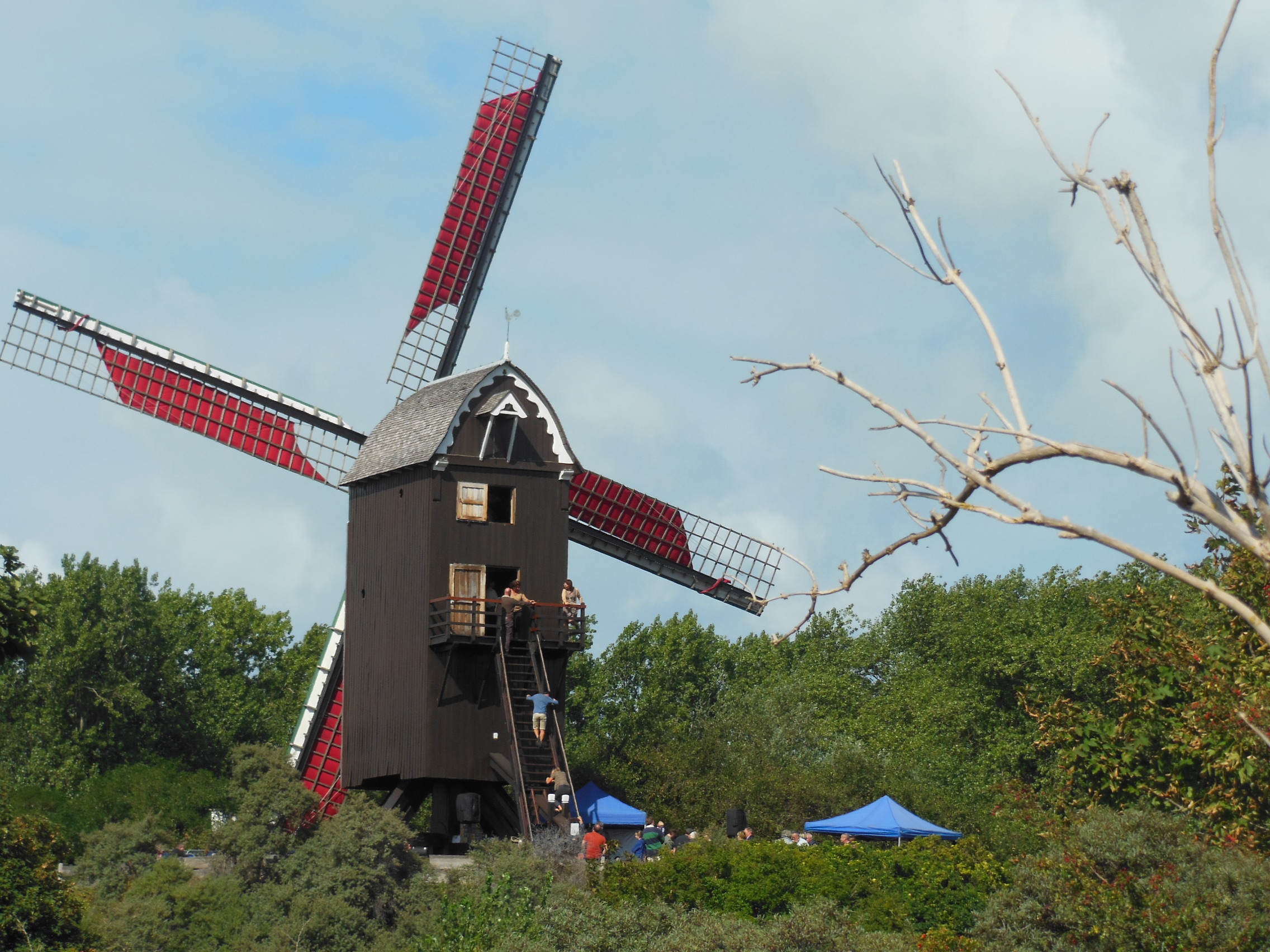
De Zuid-Abdijmolen met wieken met zeilen en bezoekers
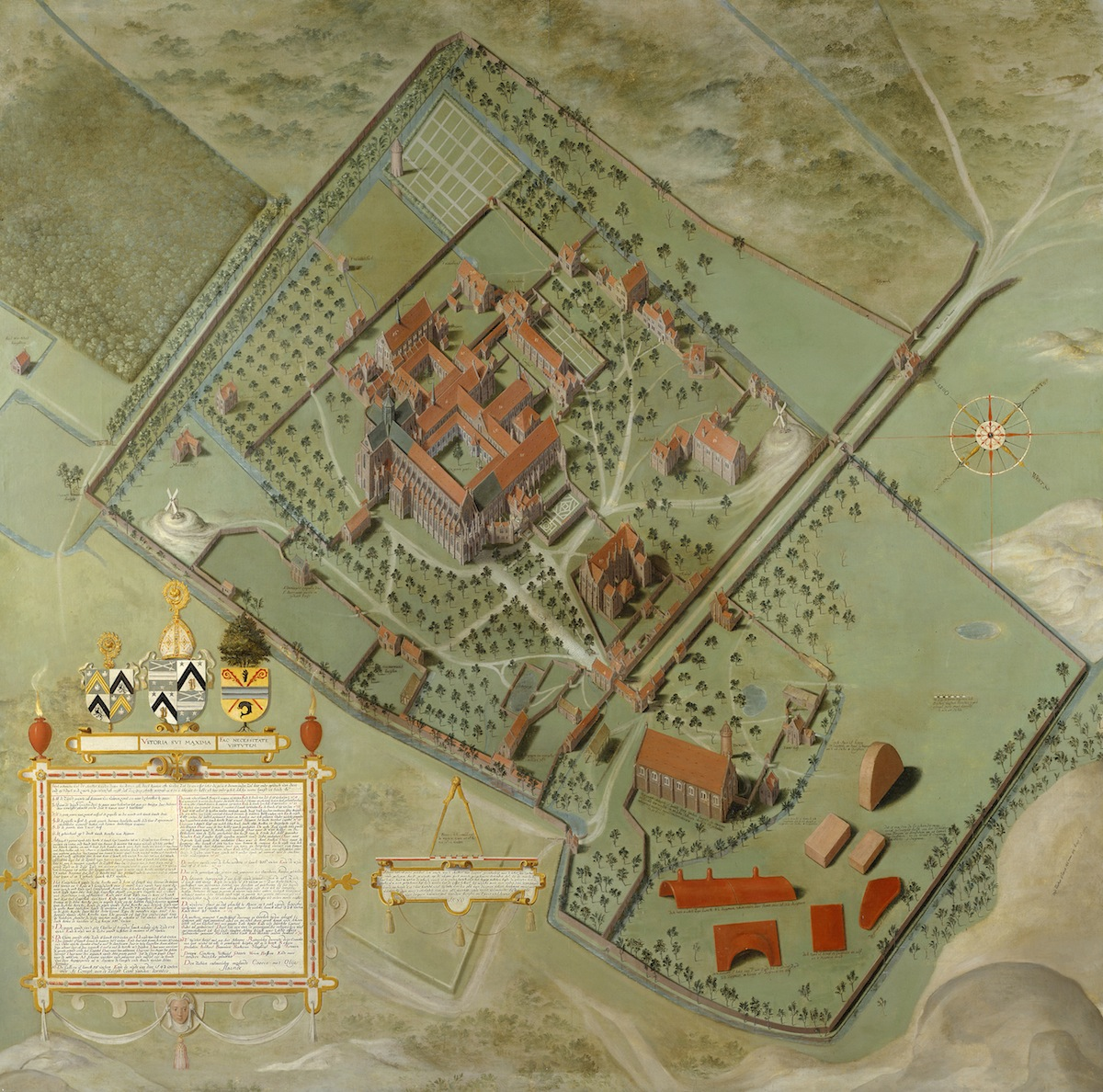
Schilderij van Pieter Pourbus van de abdij in 1571 met de beide molens